# Violette
Violette es una película dramática biográfica franco-belga de 2013 escrita y dirigida por Martin Provost, sobre la novelista francesa Violette Leduc. Se proyectó en la sección de Presentación Especial del Festival Internacional de Cine de Toronto de 2013.

## Sinopsis
Durante los últimos años de la Segunda Guerra Mundial, Violette Leduc vive con Maurice Sachs, quien no la ama pero sí la anima a escribir. Ella busca a Simone de Beauvoir a la que le presenta un borrador de su primer libro. De Beauvoir lee y comenta el libro, además le presenta los íconos intelectuales Jean-Paul Sartre, Jean Genet y Albert Camus. En 1964, el éxito del best seller autobiográfico La Bâtarde de Violette Leduc le permite ganarse la vida escribiendo.

## Elenco
- Emmanuelle Devos como Violette Leduc
- Sandrine Kiberlain como Simone de Beauvoir
- Jacques Bonnaffé como Jean Genet
- Olivier Gourmet como Jacques Guérin
- Catherine Hiegel como Berthe Leduc
- Stanley Weber como Le jeune maçon

## Reconocimientos
El director fue nominado en los Premios Magritte en la edición de 2015.